# Санкт-Петербургская церковь ЕХБ
Санкт-Петербургская церковь евангельских христиан-баптистов (Дом молитвы на Поклонной горе) — одна из крупнейших баптистских общин России, входящих в РСЕХБ. Располагается в реконструированном здании бывшей православной церкви Святой Троицы в Озерках на Большой Озёрной улице, дом 27. Входит в централизованную религиозную организацию «Объединение церквей евангельских христиан-баптистов по Санкт-Петербургу и Ленинградской области». Всего в Петербурге насчитывается около 3 тыс. баптистов, объединённых в десяток общин, где Дом молитвы на Поклонной горе считается центральной. 

## История
Здание храма было построено в 1904 году. В 1938 году его закрыли. В 1961 году решением Ленгорсовета здание было передано Ленинградской общине баптистов, взамен изъятого молитвенного дома на Большой Охте. Первое богослужение в нем состоялось 1 февраля 1962 года. Первым пресвитером стал А. Н. Кирюханцев. К 1964 году был достроен баптистерий. 
В конце 70х годов баптистам разрешили расширить пространство, которого очень не хватало. 4-го сентября 1979 года Главным архитектором Ленинграда Булдаковым Г.Н. была утверждена строительная документация, которую разрабатывал ЛенНИИпроект. Были пристроены два балкона, хоровая часть, под полом оборудован баптистерий для крещения. Строительные работы завершились 30-го января 1983 года. По сути, сегодня Дом молитвы состоит из двух соединенных зданий.
В 1984 году в церкви выступил с проповедью всемирно известный евангелист Билли Грэм.
В августе 2008 года церковь приняла участие в акции «От сердца к сердцу», целью которого была помощь народу Южной Осетии. Проводит церковь и конференции, посвящённые истории баптизма.

## Служители
Старшие пресвитеры (епископы)
- 1962—1966 — А. Н. Кирюханцев
- 1966—1980 — С. П. Фадюхин
- 1980—1993 — П. Б. Коновальчик
- 1993—2005 — Ю. В. Подосёнов
- 2006—2014 — В. К. Сипко
- 2014—2019 — И. А. Кузнецов
- 2019— по наст. вр. — А. И. Третьяк

Пасторы:
- А. И. Третьяк
- И. А. Кузнецов
- В. К. Сипко
- А. И. Мищенко
- А. В. Орлов

Регенты
- В. П. Кашалаба